# Baoshan
Baoshan (cinese: 保山; pinyin: Bǎoshān) è una città-prefettura della Cina nella provincia dello Yunnan.

## Suddivisioni amministrative
- Distretto di Longyang
- Tengchong
- Contea di Shidian
- Contea di Longling
- Contea di Changning